# Uprawnienia do ulgowych przejazdów środkami publicznego transportu zbiorowego w Polsce
Uprawnienia do ulgowych przejazdów środkami publicznego transportu zbiorowego – forma świadczenia społecznego, polegającego na udostępnieniu grupie ludzi spełniającej określone kryteria możliwości zakupu ulgowych lub (w przypadku ulgi 100%) uzyskania bezpłatnych biletów na przejazdy transportem publicznym kolejowym i autobusowym. Zasady przyznawania ulg przejazdowych wynikają z obowiązujących regulacji prawnych, w tym z przepisów ustaw oraz aktów prawa miejscowego (ulgi ustawowe i samorządowe), a także ze strategii handlowej przewoźników (ulgi komercyjne).

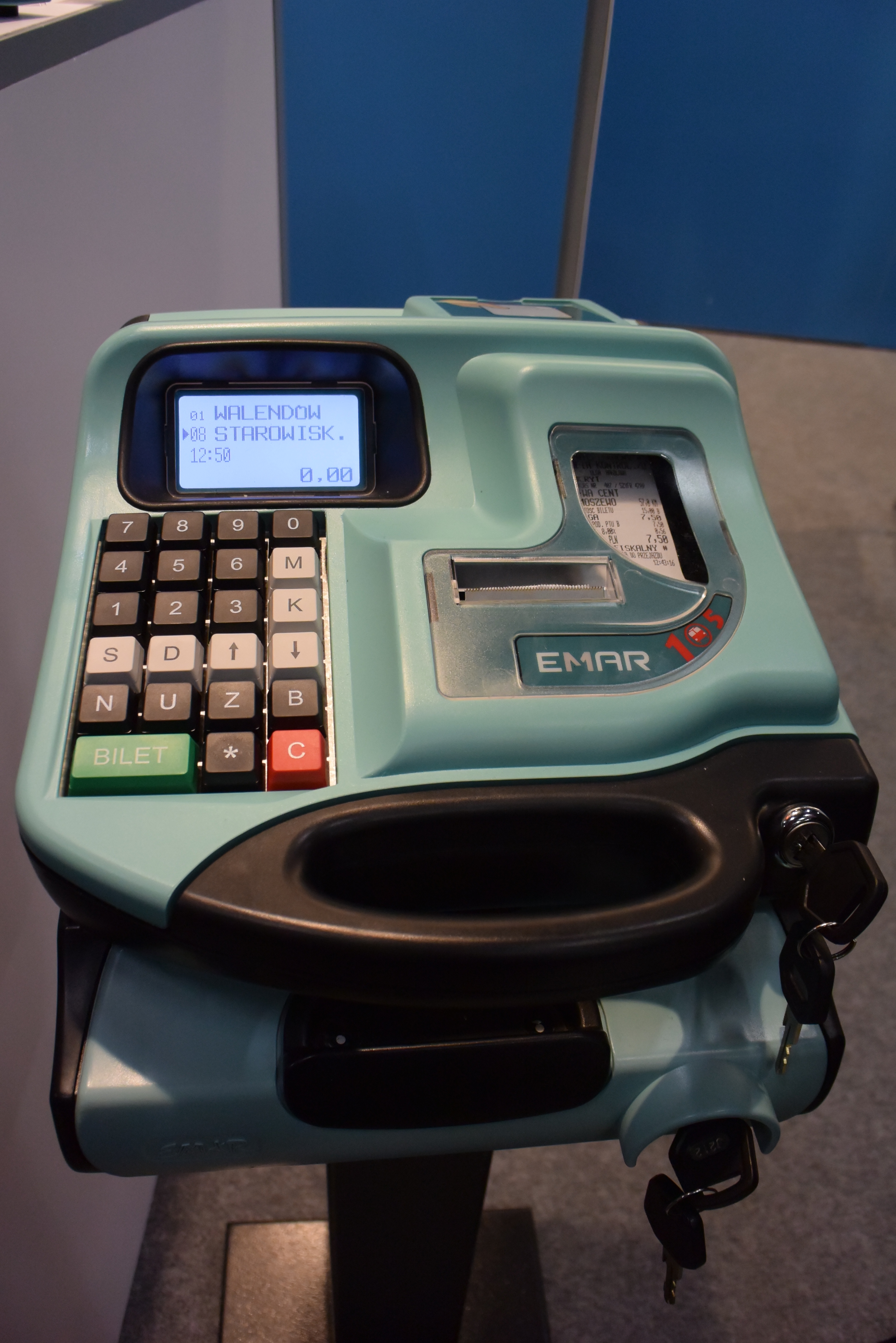
Jeden z modeli autobusowej kasy rejestrującej o specjalnym przeznaczeniu, umożliwiającej rozliczanie ulg ustawowych

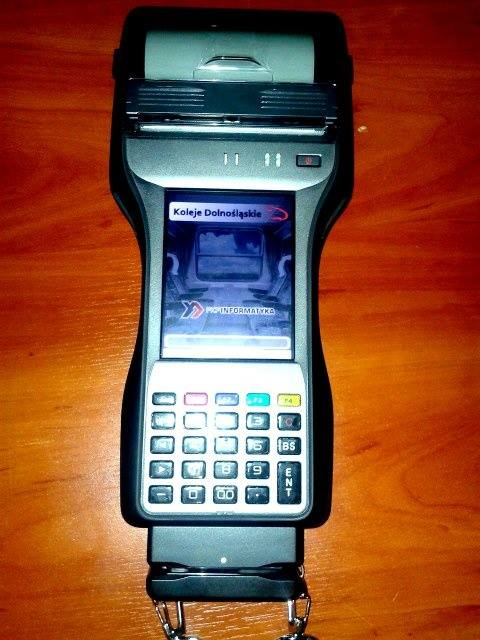
Terminal mobilny służący do sprzedaży biletów u operatora kolejowego honorującego ulgi ustawowe

## Ulgi ustawowe
W Polsce istnieje szereg tzw. ulg ustawowych na przejazdy środkami transportu.
Ulgi ustawowe obejmujące publiczny transport zbiorowy kolejowy i autobusowy poza komunikacją miejską określa ustawa z dnia 20 czerwca 1992 r. o uprawnieniach do ulgowych przejazdów środkami publicznego transportu zbiorowego (Dz.U. z 2024 r. poz. 380), która obowiązuje od 1 stycznia 1993 r., na mocy której zniesiono uprzednio obowiązujące  uprawnienia do bezpłatnych i ulgowych przejazdów środkami publicznego transportu zbiorowego kolejowego i autobusowego poza komunikacją miejską, przewidziane w dotychczasowych przepisach prawa oraz postanowieniach układów zbiorowych pracy. Nowy katalog ulg był z czasem modyfikowany.
Natomiast ulgi dotyczące komunikacji miejskiej oraz przewozów komercyjnych nie są objęte ww. ustawą, lecz wynikają z innych przepisów, np. prawa o szkolnictwie wyższym i nauce.
Wymiar ulgi jest podawany dla pasażera w formie procentowej. Przykładowo: ulga 51% dla studenta na przejazdy za biletami jednorazowymi i miesięcznymi pociągami osobowymi oznacza, że cena, którą musi zapłacić pasażer, stanowi 49% ceny biletu bez ulgi, a 51% tej ceny przewoźnik otrzyma z budżetu w formie rekompensaty.

### Zróżnicowanie ulg w zależności od środka transportu
Istnieje zróżnicowanie wymiaru ulg dla tych samych grup uprawnionych w transporcie kolejowym i autobusowym.
Wymiar ulgi jest różny w zależności od kategorii pociągu (określony odrębnie dla pociągów osobowych, pospiesznych m.in. TLK, IC; i ekspresowych) lub rodzaju transportu drogowego (komunikacja miejska, zwykła, przyspieszona, pospieszna, ekspresowa).

### Obowiązek stosowania ulg ustawowych
Każdy przewoźnik wykonujący w Polsce przewozy osób na liniach regularnych, zarówno na zasadach komercyjnych, jak w ramach przewozów o charakterze użyteczności publicznej jest zobowiązany honorować ulgi ustawowe, z wyjątkiem przypadków przewidzianych ustawą.
Uprawnienie do otrzymania dopłat nabywa przewoźnik, który oprócz zawarcia umowy posiada zezwolenie na wykonywanie przewozów regularnych osób w krajowym transporcie drogowym, wydane zgodnie z przepisami ustawy o transporcie drogowym i stosuje kasy rejestrujące posiadające pozytywną opinię ministra właściwego do spraw finansów publicznych, które umożliwiają określenie kwoty dopłat do przewozów w podziale na poszczególne kategorie ulg ustawowych.
Organizatorzy komunikacji miejskiej muszą honorować pewną liczbę ulg ustawowych bez prawa do uzyskiwania z tego tytułu rekompensaty z budżetu państwa, finansując ją pośrednio np. z rządowej subwencji ogólnej dla gmin lub przychodów własnych.

### Finansowanie ulg ustawowych
Do 31 grudnia 1998 r. przewoźnicy autobusowi otrzymywali z budżetu państwa dotacje przedmiotowe do pasażerskich przewozów autobusowych w krajowej komunikacji międzymiastowej zwykłej, z tytułu honorowania uprawnień osób do korzystania z bezpłatnych i ulgowych przejazdów określonych w ustawie o ulgach. Z dniem 1 stycznia 1999 r. do ustawy o ulgach został dodany przepis art. 8a, w którym dokonano zmiany sposobu dotowania przewoźników poprzez wprowadzenie pojęcia „dopłat”. Jednocześnie ustawodawca w art. 16 ustawy z dnia 29 grudnia 1998 r. o zmianie niektórych ustaw w związku z wdrożeniem reformy ustrojowej państwa, przewoźnicy kolejowi wykonujący krajowe przewozy pasażerskie, otrzymali z tytułu obowiązujących ustawowych ulg dotację przedmiotową.
Dopłaty do ulgowych przejazdów w komunikacji autobusowej innej niż miejska pokrywane są z budżetu państwa, a ich warunki określone zostały w ustawie o ulgach z 1992 r. Środki przekazywane są w formie dotacji, przez wojewodów do marszałków województw.
W celu uzyskania rekompensaty przewoźnicy zawierają umowy z urzędami marszałkowskimi określające zasady przekazywania rekompensaty za honorowanie ulg ustawowych. Urzędy marszałkowskie jako organy obsługujące samorząd wojewódzki realizują obsługę finansowania ulg ustawowych (w tym: zawieranie umów, szacowanie łącznej wysokości dotacji na podstawie zapotrzebowań zgłoszonych przez przewoźników, dystrybucja środków) jako zadanie zlecone od terenowej administracji państwowej.
Rekompensata z tytułu świadczenia usług publicznych w formie sprzedaży biletów ulgowych jest przeważnie zwracana przewoźnikowi lub operatorowi przez podmiot ustanawiający daną ulgę przejazdową (np. rząd, samorząd), o ile ulga nie jest inicjatywą przewoźnika.
Kwotę rekompensaty (dopłaty) dla przewoźników drogowych stanowi różnica pomiędzy wartością sprzedaży biletów obliczoną według cen nieuwzględniających ustawowych ulg a wartością sprzedaży biletów w cenach uwzględniających te ulgi. Dla przewoźników kolejowych rekompensatę stanowi dotacja, którą oblicza się na podstawie wartości utraconych wpływów taryfowych z tytułu stosowania ulg przejazdowych przy zrealizowanej, udokumentowanej i zaewidencjonowanej sprzedaży, przy czym kwota dotacji możliwej do wyasygnowania na ten cel nie może przekroczyć
limitu wydatku określanego corocznie w ustawie budżetowej. Rozliczaniem i przekazywaniem dotacji dla przewoźników kolejowych zajmuje się ministerstwo odpowiedzialne za transport.
Wydatki z budżetu państwa na sfinansowanie przewoźnikom drogowym i kolejowym utraconych przychodów w związku z honorowaniem ustawowych uprawnień do ulgowych przejazdów co roku przekraczają kwotę 1 mld zł. W ustawie budżetowej na 2019 r. zaplanowano na ten cel łącznie prawie 1,2 mld zł.

## Ulgi samorządowe
Prawo do ustanawiania dodatkowych ulg samorządowych mają samorządy będące organizatorami publicznego transportu zbiorowego, w zakresie zarządzanej przez siebie linii komunikacyjnych.

## Ulgi handlowe (komercyjne)
Przewoźnicy mają prawo stosować własne ulgi handlowe dla wybranych grup pasażerów, przyznane zgodnie z własną strategią handlową. Przykładem takich ulg są oferowane przez niektóre spółki np. dla seniorów, pracowników służby zdrowia. Należą do nich również ulgi przejazdowe przyznane osobom, które wykupiły (bądź wykupił im pracodawca) stosowne uprawnienia, np. osoby, które zakupiły kartę zniżkową kolei, pracownicy i emeryci przedsiębiorstw kolejowych (oraz ich małżonkowie), pracownicy firm, które wykupiły uprawnienia u przewoźnika itp.